# Dainichi Maru
SS „Dainichi Maru” – japoński statek towarowy oddany do służby w 1922 roku.
Początkowo nosił nazwę „Ibukisan Maru”. W latach 1922–1941 pływał pod flagą linii żeglugowych Mitsui Bussan Kaisha i Itaya Shosen Kabushiki Kaisha. We wrześniu 1941 roku został zarekwirowany przez Cesarską Armię Japońską. W czasie wojny na Pacyfiku wykorzystywano go do transportu żołnierzy i materiałów wojennych, a także do transportu alianckich jeńców wojennych i internowanych cywilów. W listopadzie 1942 roku przewiózł z Singapuru do Japonii około 1,2 tys. brytyjskich i holenderskich jeńców, spośród których około osiemdziesięciu zmarło w trakcie rejsu, a dziesiątki innych zmarły wkrótce po przybyciu do Japonii. 8 października 1943 roku został zatopiony w Cieśninie Luzon przez amerykański okręt podwodny USS „Gurnard”. Przewoził wtedy 2274 japońskich żołnierzy, spośród których 2025 poniosło śmierć.
„Dainichi Maru” jest zaliczany do grona tzw. piekielnych statków.

## Dane techniczne
„Dainichi  Maru” był statkiem towarowym o długości 117,34 metrów, szerokości 15,54 metrów i zanurzeniu 10,97 metrów. Jego pojemność wynosiła 5815 BRT.
Napęd zapewniała maszyna parowa potrójnego rozprężania o mocy 488 NHP.

## Historia

### Lata 1920–1941
Budowę statku rozpoczęto 14 sierpnia 1920 roku w stoczni Mitsui & Co. w Tamano. Wodowanie miało miejsce 21 lipca 1921 roku; wtedy też jednostce nadano nazwę „Ibukisan Maru”. Do służby weszła 15 maja 1922 roku .
W latach 1922–1935 statek pływał pod flagą linii żeglugowych Mitsui Bussan Kaisha . W czerwcu 1935 roku został sprzedany liniom Itaya Shosen Kabushiki Kaisha, a jego nazwę zmieniono na „Dainichi Maru” .
We wrześniu 1941 roku, na krótko przed wybuchem wojny na Pacyfiku, „Dainichi Maru” został zarekwirowany przez Cesarską Armię Japońską i przystosowany do przewozu wojska. W grudniu 1941 roku, podczas kampanii filipińskiej, uczestniczył w operacji desantowej w Zatoce Lamon .
W kolejnych miesiącach był wykorzystywany do transportu żołnierzy i wody pitnej .

### „Piekielny Statek”

#### Pierwsze jenieckie transporty
W czasie wojny na Pacyfiku „Dainichi Maru” był kilkukrotnie wykorzystywany do transportu alianckich jeńców wojennych. Z tego powodu jest zaliczany do grona japońskich „piekielnych statków” (ang. Hellships).
23 września 1942 roku wypłynął z Kupang na wyspie Timor, przewożąc w swych ładowniach blisko tysiąc holenderskich i australijskich jeńców. Do portu docelowego, którym była Surabaja, dotarł po sześciu dniach. W czasie rejsu nie odnotowano ofiar wśród jeńców.
11 października 1942 roku w porcie Tanjung Priok w Batawii na „Dainichi Maru” zaokrętowano ponad tysiąc jeńców, w tym 450 Amerykanów, 385 Australijczyków i około 200 Holendrów. Jeszcze tego samego dnia statek wypłynął z portu. Warunki, w których transportowano jeńców, były bardzo ciężkie. Ulokowano ich w dwóch ładowniach, w których panował tak wielki ścisk, że z trudem znajdowali miejsce by usiąść. Dodatkowych cierpień przysparzał zaduch oraz wysokie temperatury, dochodzące prawdopodobnie do 48,8 °C. Sytuację sanitarną pogarszał fakt, że w górnych ładowniach przewożono konie, których odchody spadały na jeńców poprzez szpary we włazach. Wyjście pokład było dozwolone tylko dwa razy dziennie, przy okazji wydawania posiłków. Po trzech dniach statek dopłynął do Singapuru, gdzie jeńcy spędzili jeszcze dwie doby w ładowniach, zanim ostatecznie pozwolono im zejść na ląd. Ofiar śmiertelnych udało się uniknąć prawdopodobnie wyłącznie dlatego, że w tym okresie większość jeńców nadal znajdowała się w dobrym stanie fizycznym.

#### Rejs w listopadzie 1942 roku
Statek spędził w Singapurze następne dwa tygodnie, po czym zaokrętowano nań kolejny jeniecki kontyngent, liczący tym razem około 1,2 tys. żołnierzy (Brytyjczyków i Holendrów). 30 października wyruszył w rejs w towarzystwie statku „Singapore Maru”, który także przewoził jeńców wojennych – w liczbie około 1,1 tys.
3 listopada oba statki dopłynęły do Cap St. Jacques pod Sajgonem, jednakże z nieznanej przyczyny ominęły port, nie zatrzymując się na postój. Jeńców zamknięto wtedy w ładowniach na 24 godziny. 11 listopada zmarł pierwszy z jeńców, żołnierz RAF nazwiskiem Glenister. Pochowano go w morzu, z wojskowymi honorami i w obecności japońskich oficerów. Wkrótce jednak liczba zgonów zaczęła rosnąć, a pochówki stały się bardziej pośpieszne. Na „Dainichi Maru” panowały bowiem wyjątkowo złe, nawet jak na standardy „piekielnych statków”, warunki sanitarne. Do załatwiania potrzeb naturalnych służyły wyłącznie drewniane kubły, które błyskawicznie się przepełniały, a ich zawartość zanieczyszczała ładownie. W dodatku podłogi nadal zalegało końskie łajno z poprzedniego rejsu. Jeńcy otrzymywali niewystarczające racje żywnościowe. Wkrótce wybuchła epidemia dyzenterii. Niektórzy jeńcy byli tak osłabieni, że nie mieli siły wspiąć się na pokład i byli zmuszeni leżeć we własnych odchodach.
13 listopada „Dainichi Maru” zawinął do Takao na Formozie . Jeńcom pozwolono opuścić ładownie i spędzić postój na lądzie. Japończycy zgodzili się także zabrać ze statku około 100 najciężej chorych jeńców. Ponadto kilkuset zdrowych jeńców pozostawiono na stałe na Formozie w charakterze robotników przymusowych. W ich miejsce zaokrętowano 286 Amerykanów, których miesiąc wcześniej przywieziono z Manili, a także 200 jeńców różnych narodowości, których wcześniej przywieziono z Singapuru.
14 listopada oba statki wznowiły rejs, lecz jeszcze tego samego dnia, chroniąc się przed sztormem, zatrzymały się w porcie Mako na Peskadorach. Spędziły tam cztery noce, po czym dołączywszy do niewielkiego konwoju, wznowiły rejs w kierunku Wysp Japońskich. Był to najtragiczniejszy etap rejsu. Racje żywnościowe zostały bowiem zmniejszone, a w dodatku obcięto racje wody pitnej. Niektórzy z jeńców, doprowadzeni pragnieniem do ostateczności, posuwali się do picia moczu lub krwi z rozciętych żył. Jedna z relacji zdaje się także wskazywać, że w pewnym momencie w ładowniach doszło do załamania dyscypliny i aktów przemocy, w tym morderstw i samobójstw.
25 listopada „Singapore Maru” i „Dainichi Maru” zawinęły do portu Moji na wyspie Kiusiu. Liczbę jeńców, którzy w czasie rejsu zmarli w ładowniach „Dainichi Maru” i zostali pochowani w morzu, szacuje się na 80. Kolejnych 60 jeńców zmarło na „Singapore Maru”. Spośród około 2,2 tys. jeńców, którzy dotarli żywi do Japonii w ładowniach obu statków, od 280 do 320  znajdowało się w tak ciężkim stanie, że nie byli w stanie zejść na ląd o własnych siłach. W ciągu następnych sześciu tygodni 127 jeńców zmarło z powodu chorób lub niedożywienia.
Fakt, iż tak wielu jeńców, których przywiozły „Singapore Maru” i „Dainichi Maru”, zmarło lub dotarło do Japonii w stanie kompletnego wyczerpania, zaniepokoił japońskie dowództwo. 10 grudnia 1942 roku Ministerstwo Wojny wystosowało tajny rozkaz nr 1504, w którym podkreśliło konieczność dołożenia wysiłków, aby jeńcy docierali do portów docelowych „w stanie gwarantującym zdolność do pracy”. Rozkaz ten w praktyce nie przełożył się jednak na poprawę warunków, które panowały na „piekielnych statkach”.

### Dalsze losy
Między styczniem a październikiem 1943 roku „Dainichi Maru” kilkukrotnie pływał w konwojach, m.in. na Formozę, Palau, Nową Gwineę, Nową Brytanię oraz do Indochin .
20 lutego 1943 roku po raz ostatni odegrał rolę „piekielnego statku”, zabierając 86 internowanych cywilów z Hankou do Nankinu. Rejs rzeką Jangcy trwał dwa dni. Nie było ofiar śmiertelnych.
Na początku października 1943 roku „Dainichi Maru” wypłynął z Takao w konwoju nr 772 do Manili, przewożąc 2274 japońskich żołnierzy wraz ze sprzętem. 8 października został zatopiony w Cieśninie Luzon przez amerykański okręt podwodny USS „Gurnard”. Spoczął na dnie na pozycji 18°48′N 119°21′E/18,800000 119,350000. Wraz ze statkiem zatonęło 2025 żołnierzy oraz 32 członków załogi .